# Cù Lao Ré
Cù Lao Ré is een vulkaanveld ten oosten van Vietnam in de Zuid-Chinese Zee. Het veld ligt ter hoogte van Bình Thuận, provincie  Quảng Ngã. De afstand tussen het vulkaanveld en het vasteland bedraagt ongeveer 30 kilometer. Het veld bestaat uit dertien vulkanen, waarvan er negen onder de zeespiegel liggen. Van de vier vulkanen die boven de zeespiegel uitsteken, hebben er drie het eiland Lớn doen ontstaan; de vierde zorgde voor het ontstaan van Bé. De hoogste top is die van de Thới Lới, op het eiland Lớn. Deze keten is nog steeds actief, een hydrothermale bron levert warmte voor een waterkrachtcentrale.